# Pierre-Jean Beckx
Pierre-Jean (Pieter Jan) Beckx (ur. 8 lutego 1795 w Zichem (Belgia), zm. 4 marca 1887 w Rzymie) – generał jezuitów.
Studiował teologię w seminarium duchownym w Mechelen. 6 marca 1819 przyjął tam święcenia kapłańskie. 29 października tego samego roku wstąpił do jezuitów w Hildesheim. W międzyczasie był także duszpasterzem i powiernikiem nawróconego na katolicyzm księcia Friedricha Ferdynanda z Anhaltu-Köthen oraz jego małżonki ks. Julii Brandenburskiej. W latach 1823–1826 profesor prawa kanonicznego w seminarium duchownym w Hildesheim. Od 1850 roku przez dwa lata był rektorem kolegium w Leuven.
Na XXII Kongregacji Generalnej, która odbyła się 2 lipca 1853, został wybrany na przełożonego generalnego. Czas jego urzędowania był trudny dla jezuitów – zostali wygnani z Hiszpanii (w 1854 i 1858 roku), z Neapolu i Sycylii (1859), z Niemiec (1872), z Francji i francuskich kolonii (1880), a nawet z samego Rzymu. Pomimo tego ich liczba wzrosła o połowę, pojawiły się nowe prowincje w Irlandii, Francji, Hiszpanii, Portugalii i Ameryce oraz misje i uczelnie. Edukacja młodzieży była kontynuowana z dużym sukcesem. Beckx był inicjatorem szeregu zmian w zakonnych studiach filozoficznych (1858) i teologicznych (1882–1883).
Pod przewodnictwem Beckxa w 1867 roku zostało otwarte kolegium w Krakowie z wydziałem teologicznym. Na terenie Śląska oraz Poznańskiego zostało otworzone kilka rezydencji: Nysa w 1861, Świdnica w 1867, Śrem w 1869 i Ruda Śląska w 1870, które jednak zostały zamknięte w 1872 na skutek kulturkampfu.
W 1883 Beckx zwołał XXIII Kongregację Generalną, na której wybrano Antona Anderledy’ego.
Z jego inicjatywy powstało wiele czasopism takich jak „Przegląd Powszechny” i „Misje Katolickie”. Był także autorem książek ascetycznych, m.in. Miesiąc maj, która została przetłumaczona na wiele języków.